# Listă de bulgari
Aceasta este o listă de bulgari:

## Scriitori
- Liuben Dilov, scriitor de literatură științifico-fantastică
- Dimităr Peev, avocat, publicist, scriitor de literatură științifico-fantastică
- Pavel Vejinov, scriitor de literatură științifico-fantastică

## Politicieni
- Georgi Atanasov
- Prince Alexander of Battenberg
- Bogomil Bonev
- Boyko Borisov
- Todor Burmov
- Vulko Chervenkov
- Filip Dimitrov
- Georgi Dimitrov
- Konstantin Dimitrov
- Simeon Djankov
- Kimon Georgiev
- Reneta Indzhova
- Todor Jivkov
- Vasil Kolarov
- Ivan Kostov
- Andrey Lukanov
- Nadezhda Mihailova
- Georgi Parvanov
- Solomon Pasi
- Elena Poptodorova
- Vasil Radoslavov
- Simeon Saxe-Coburg-Gotha
- Aleksandar Stamboliyski
- Stefan Stambolov
- Sergey Stanishev
- Petar Stoyanov
- Borislav Tsekov
- Zhan Videnov
- Zhelyu Zhelev

## Listă de bulgari
- Antim I, cleric și învățat
- Stoian Iankulov, muzician
- Koliu Ficeto, arhitect
- Nikolai Nenovski, economist
- Ivan Stranski, profesor universitar, cercetător, chimist-fizician
- Dimitar Vlahov, scriitor, politician și jurnalist bulgar din Macedonia de Nord.

## Bulgarii din România
- Panait Cerna
- Carol Telbisz
- Stefan Dunjov
- Hristo Botev
- Vasil Levski
- Liuben Karavelov
- Gheorghi Rakovski
- Magda Isanos